# Lago Bonito
Lago Bonito (en inglés: Bonito Lake) es un embalse alpino situado en lo alto de las montañas de Sierra Blanca al noroeste de Ruidoso, en el estado de Nuevo México. Es un popular destino de pesca y campin, y aunque está rodeado por el Bosque Nacional Lincoln, no es una parte de ese bosque nacional. Actualmente es propiedad de la ciudad de Alamogordo, Nuevo México que lo usa como su principal fuente de agua. Debido a la altitud, la temperatura del lago es fría durante todo el año, y es el hogar de una gran cantidad de truchas arco iris. El área alrededor del lago tiene varios lugares para acampar con senderos y arroyos.